# Dendropsophus microps
Dendropsophus microps е вид жаба от семейство Дървесници (Hylidae). Видът не е застрашен от изчезване.

## Разпространение
Разпространен е в Бразилия (Баия, Еспирито Санто, Парана, Рио Гранди до Сул, Рио де Жанейро, Санта Катарина и Сао Пауло).

## Описание
Популацията на вида е стабилна.